# سنت پترزبورگ (فلوریدا)
سن پترزبورگ (به انگلیسی: St. Petersburg) شهری است در ایالت فلوریدا در کشور ایالات متحده آمریکا.

## نگارخانه

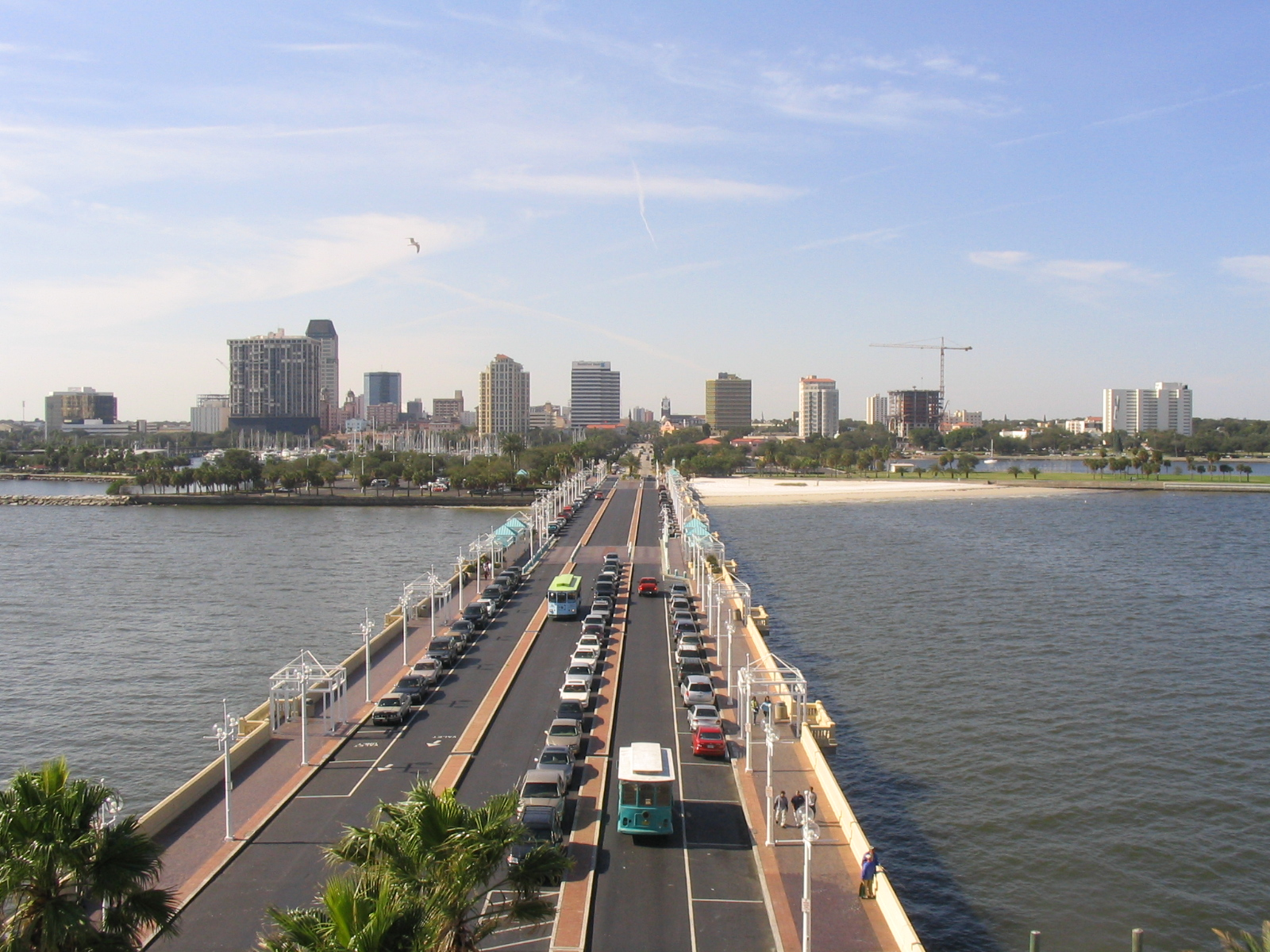
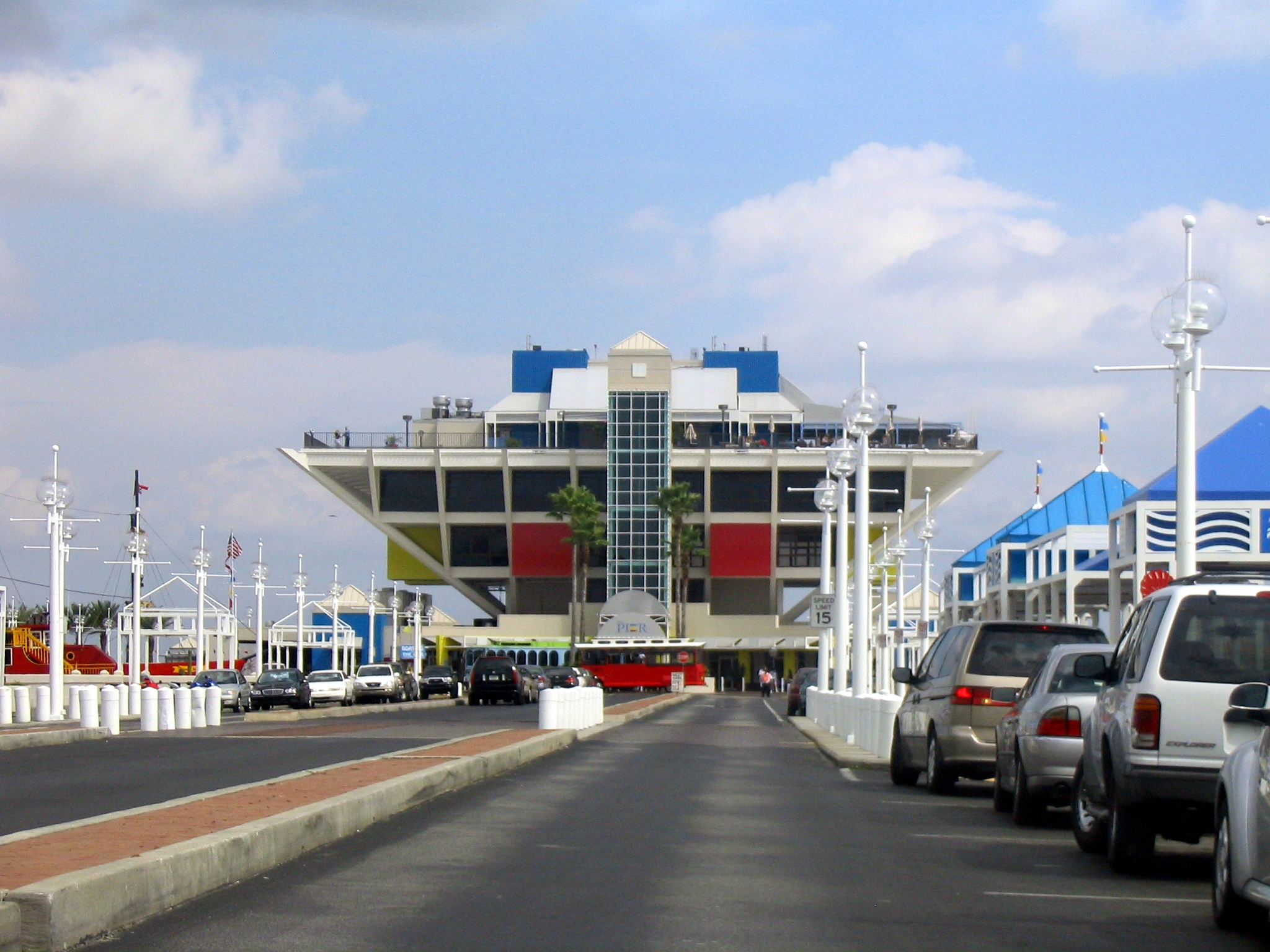
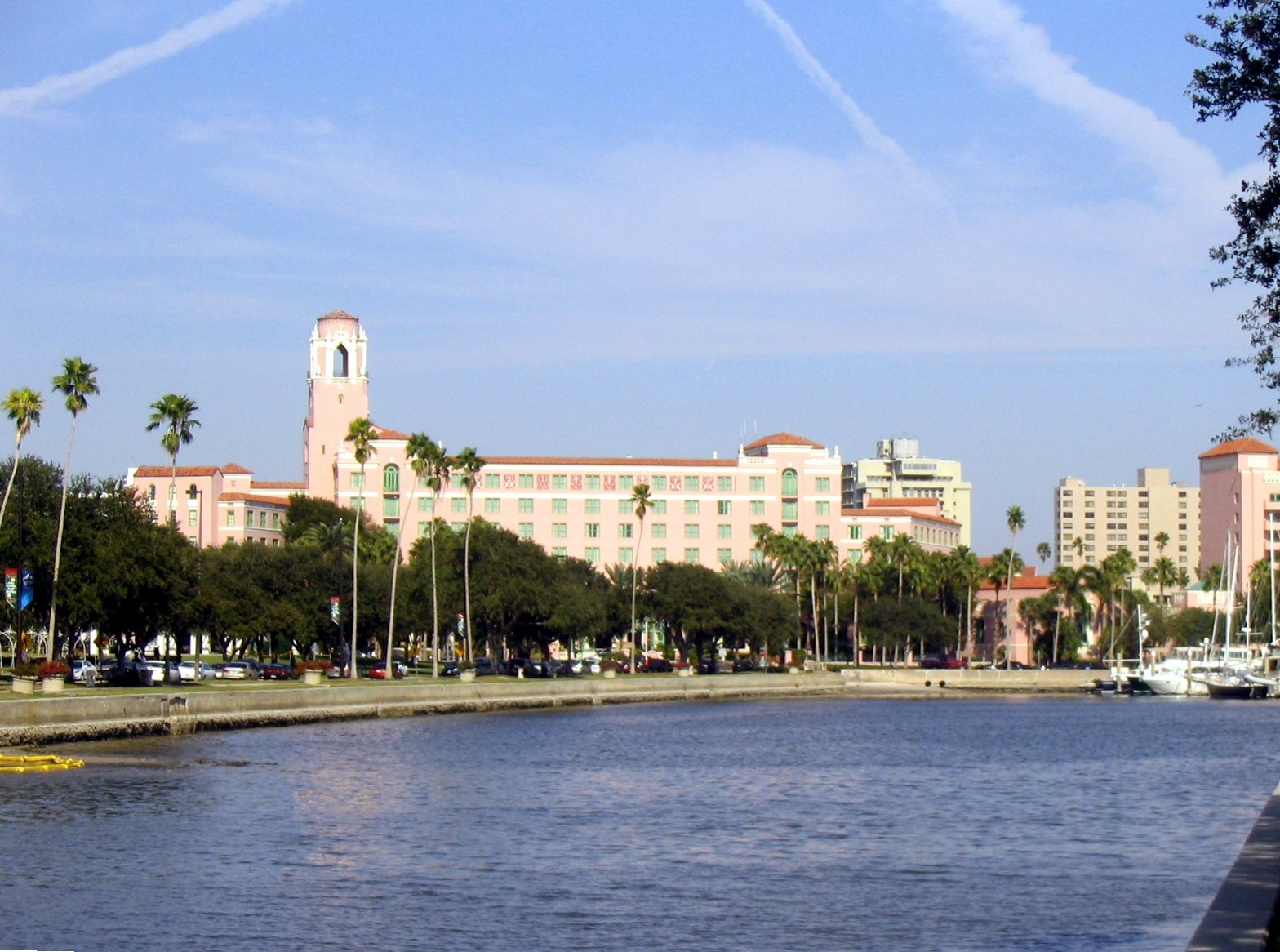
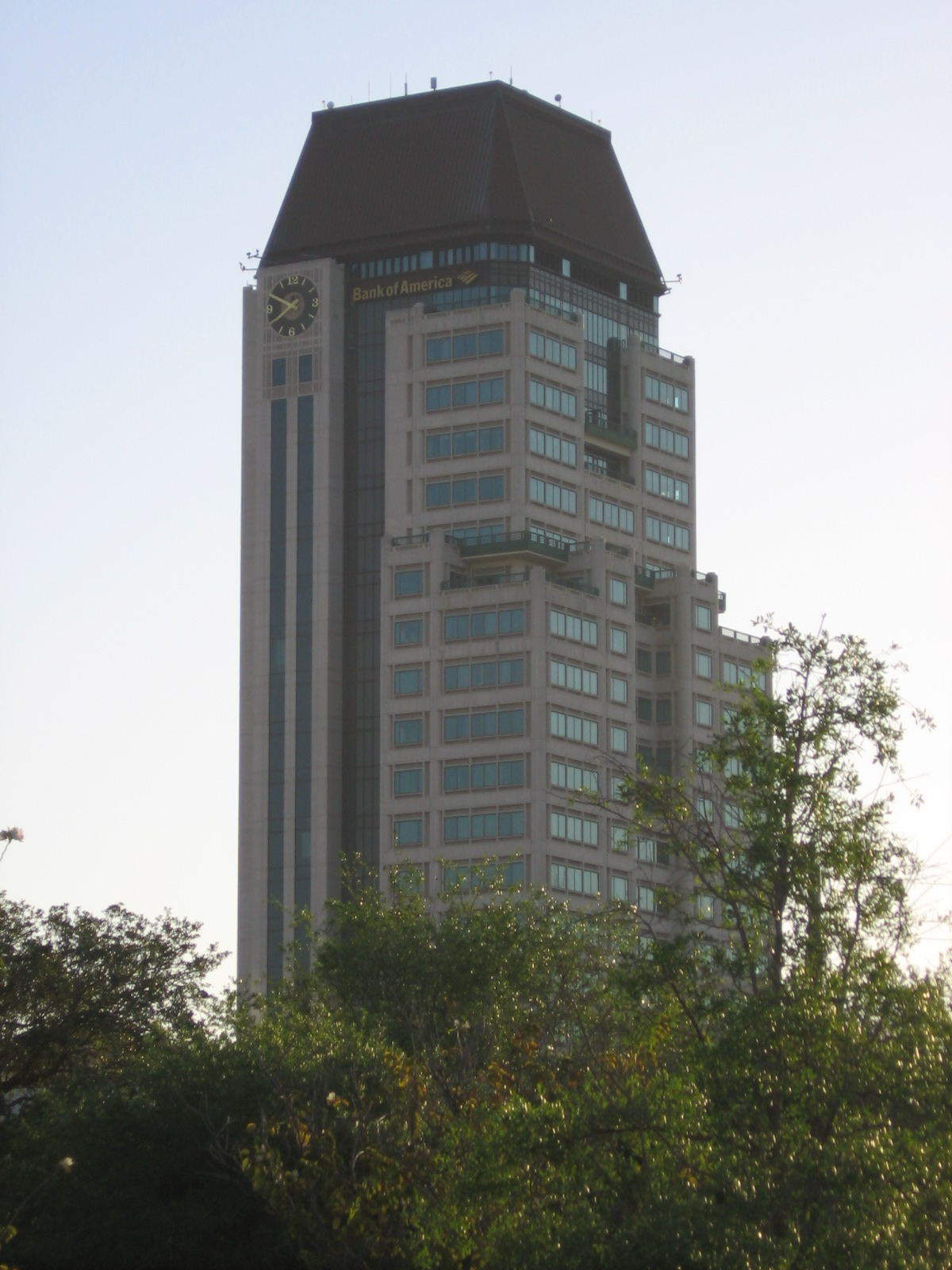
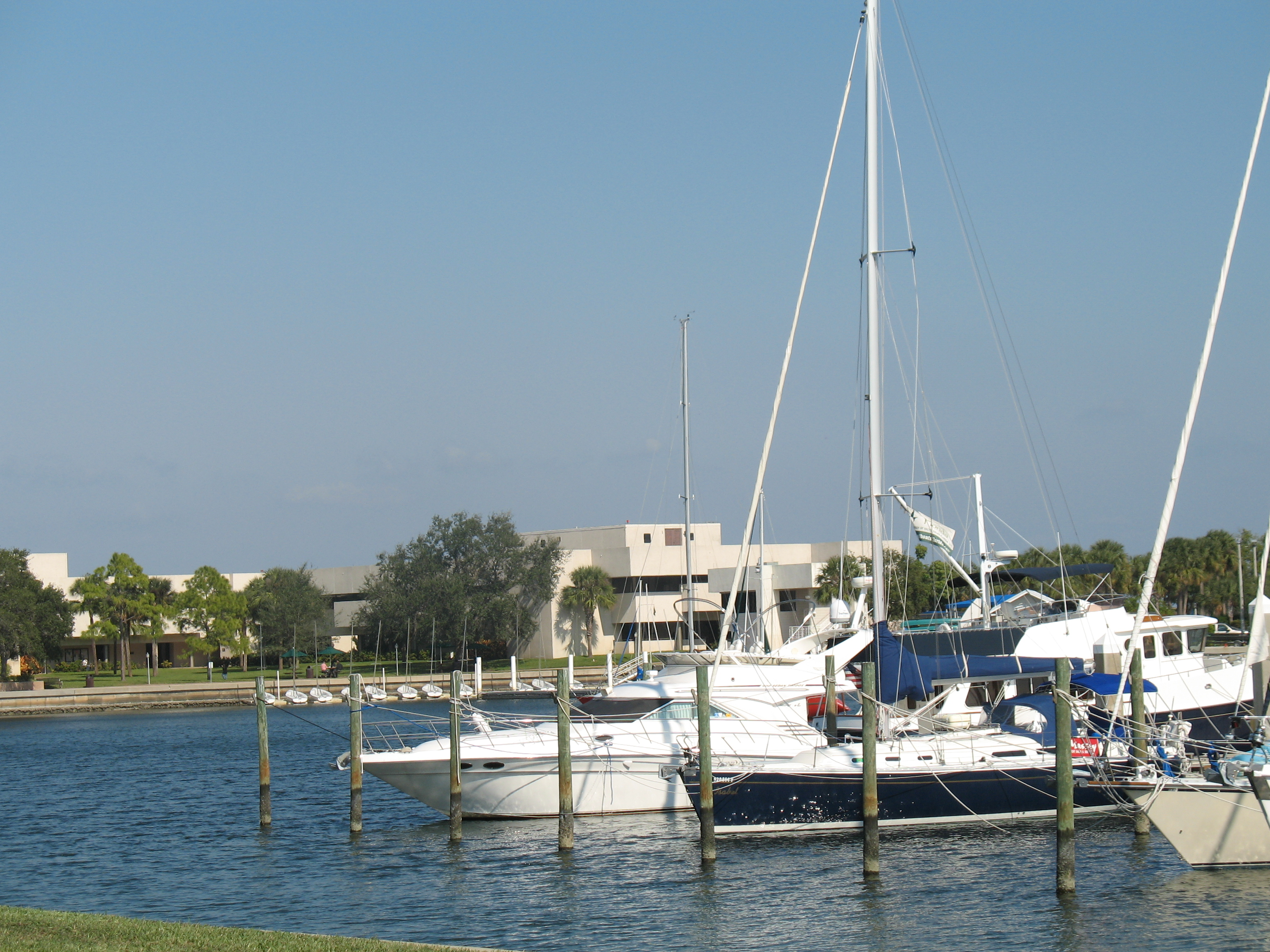
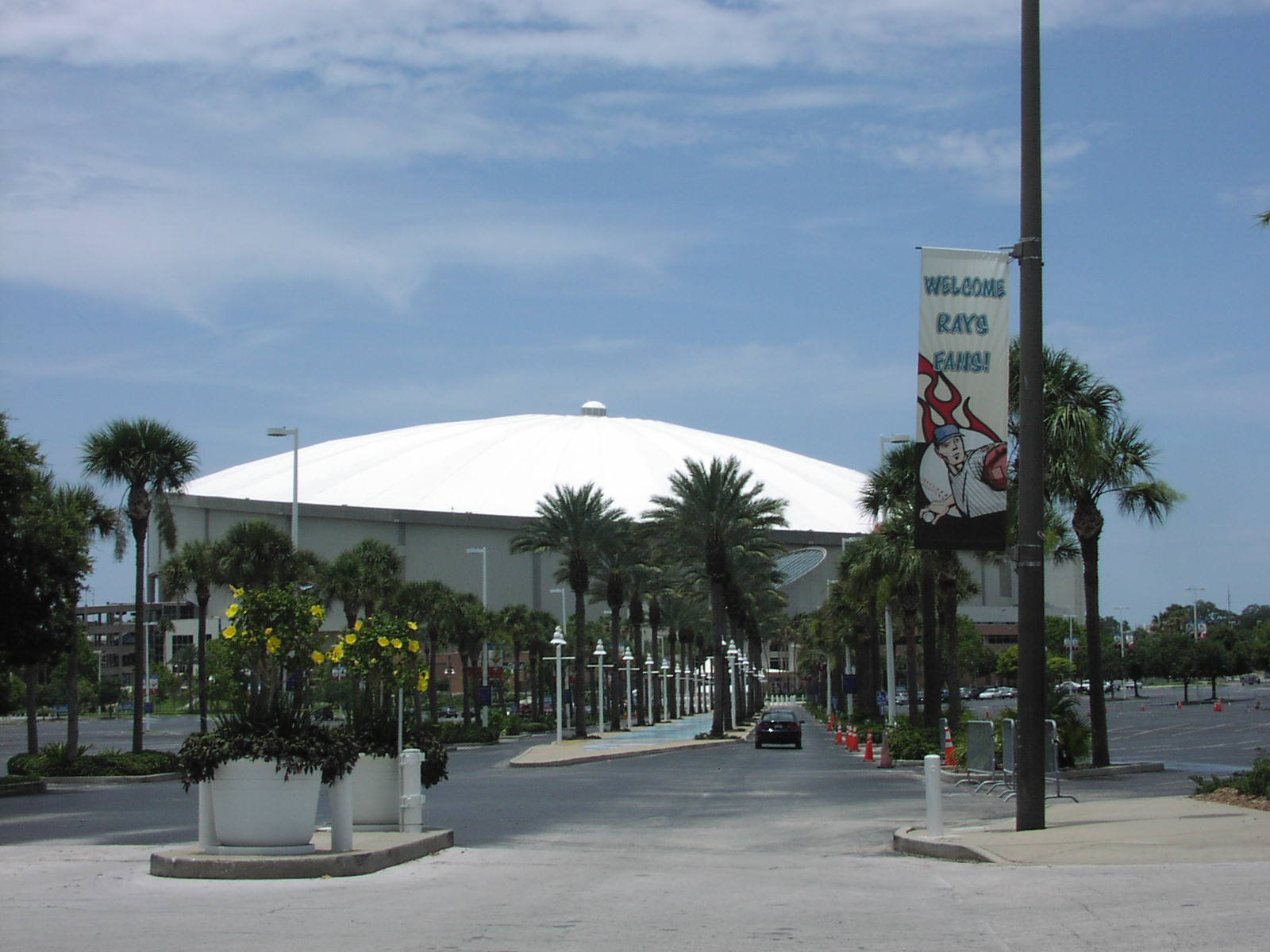
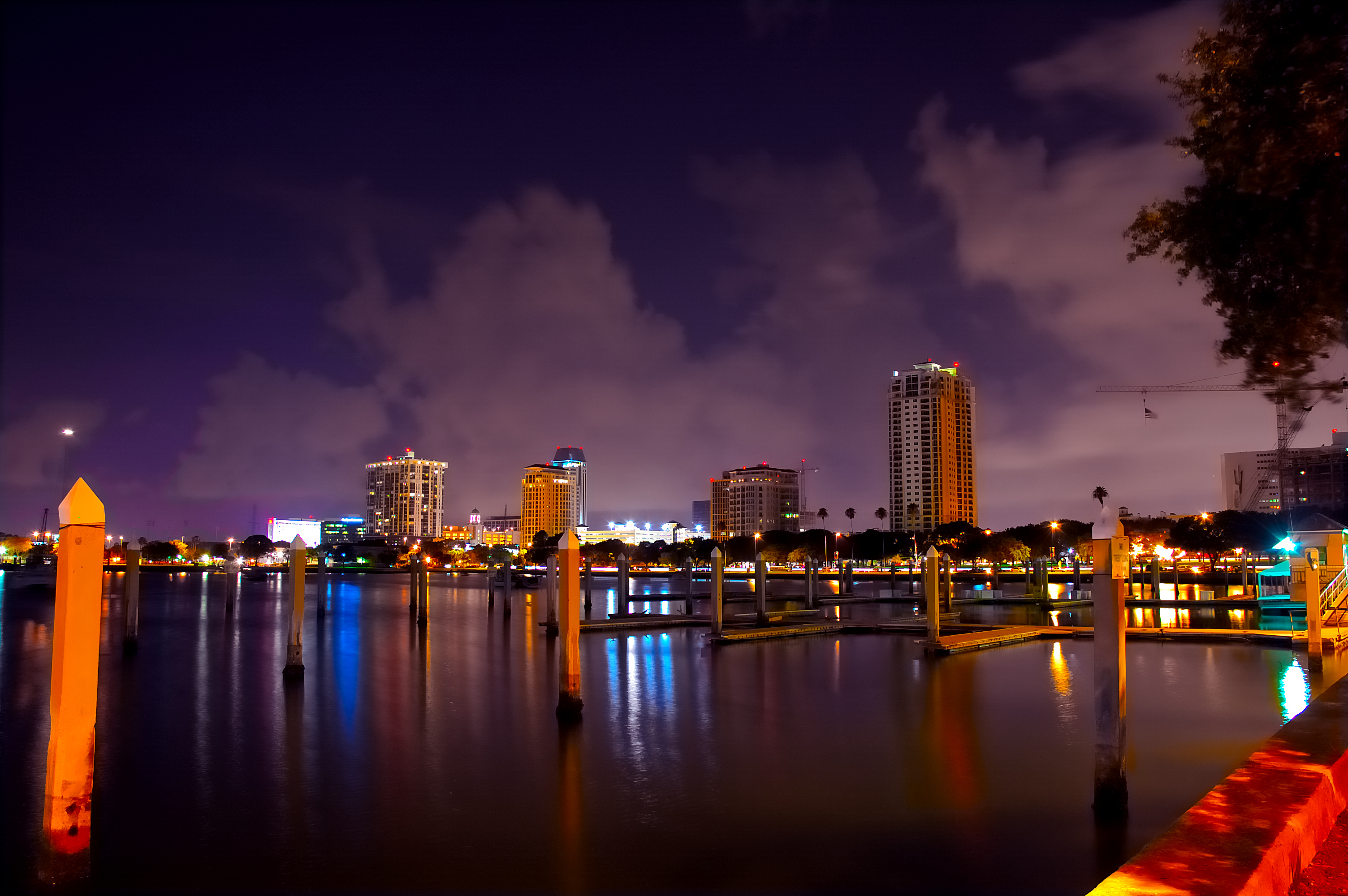